# Communauté de communes Cœur de Chartreuse
Die Communauté de communes Cœur de Chartreuse ist ein französischer Gemeindeverband mit Rechtsform einer Communauté de communes in den beiden Départements Isère und Savoie, dessen Verwaltungssitz sich in dem Ort Entre-deux-Guiers befindet. Das Gebiet der Mitgliedsgemeinden umfasst den inneren Bereich (bzw. Herz, frz. cœur) des Chartreuse-Gebirges, ein voralpines Kalksteinmassiv an der Grenze zwischen den Départements Isère und Savoie. Der Gemeindeverband besteht aus 17 Gemeinden und gehört zu denjenigen, die Département-übergreifend aufgebaut sind. Präsident des Gemeindeverbandes ist Denis Séjourné.

## Geschichte
Die Communauté de communes Cœur de Chartreuse entstand am 1. Januar 2014 aus der Fusion von drei benachbarten ehemaligen Gemeindeverbänden, die jeweils schon eine Zeit lang bestanden:
- Communauté de communes Chartreuse Guiers: Verband von 7 Gemeinden um die lokalen Zentren Entre-deux-Guiers und Saint-Laurent-du-Pont (Sitz), Département-übergreifend, gegründet am 29. Dezember 1993.
- Communauté de Communes du Mont Beauvoir: Verband von 6 Gemeinden aus dem Savoyer Teil des Chartreuse-Gebirges, gegründet am 1. Januar 2005.
- Communauté de Communes de la Vallée des Entremonts: Zusammenschluss der beiden durch die Departementsgrenze entzweiten Hälften der Ortschaft Saint-Pierre-d’Entremont mit Corbel und Entremont-le-Vieux, Département-übergreifend, gegründet am 1. Januar 2002.

## Aufgaben
Zu den vorgeschriebenen Kompetenzen gehören die Entwicklung und Förderung wirtschaftlicher Aktivitäten und des Tourismus sowie die Raumplanung auf Basis eines Schéma de Cohérence Territoriale. Der Gemeindeverband betreibt die Straßenmeisterei, die Müllabfuhr und Müllentsorgung. Zusätzlich baut und unterhält der Verband Kultur- und Sporteinrichtungen und fördert Veranstaltungen in diesem Bereich. Darüber hinaus bestimmt er die Wohnungsbaupolitik.

## Mitgliedsgemeinden
Folgende 17 Gemeinden gehören der Communauté de communes Cœur de Chartreuse an:
| Gemeinde                                  | Einwohner 1. Januar 2022 | Fläche km² | Dichte Einw./km² | Code INSEE | Postleitzahl | Département |
| ----------------------------------------- | ------------------------ | ---------- | ---------------- | ---------- | ------------ | ----------- |
| Corbel                                    | 155                      | 10,31      | 15               | 73092      | 73160        | Savoie      |
| Entre-deux-Guiers                         | 1.897                    | 10,55      | 180              | 38155      | 38380        | Isère       |
| Entremont-le-Vieux                        | 646                      | 33,01      | 20               | 73107      | 73670        | Savoie      |
| La Bauche                                 | 541                      | 6,58       | 82               | 73033      | 73360        | Savoie      |
| Les Échelles                              | 1.270                    | 3,75       | 339              | 73105      | 73360        | Savoie      |
| Miribel-les-Échelles                      | 1.740                    | 29,34      | 59               | 38236      | 38380        | Isère       |
| Saint-Christophe                          | 538                      | 11,01      | 49               | 73229      | 73360        | Savoie      |
| Saint-Christophe-sur-Guiers               | 836                      | 23,54      | 36               | 38376      | 38380        | Isère       |
| Saint-Franc                               | 155                      | 7,25       | 21               | 73233      | 73360        | Savoie      |
| Saint-Jean-de-Couz                        | 303                      | 7,71       | 39               | 73246      | 73160        | Savoie      |
| Saint-Joseph-de-Rivière                   | 1.243                    | 17,39      | 71               | 38405      | 38134        | Isère       |
| Saint-Laurent-du-Pont                     | 4.502                    | 35,25      | 128              | 38412      | 38380        | Isère       |
| Saint-Pierre-de-Chartreuse                | 935                      | 80,12      | 12               | 38442      | 38380        | Isère       |
| Saint-Pierre-de-Genebroz                  | 327                      | 6,14       | 53               | 73275      | 73360        | Savoie      |
| Saint-Pierre-d’Entremont                  | 576                      | 32,31      | 18               | 38446      | 73670        | Isère       |
| Saint-Pierre-d’Entremont                  | 404                      | 18,36      | 22               | 73274      | 73670        | Savoie      |
| Saint-Thibaud-de-Couz                     | 1.097                    | 24,17      | 45               | 73282      | 73160        | Savoie      |
| Communauté de communes Cœur de Chartreuse | 17.165                   | 356,79     | 48               | –          | –            | –           |